# Robert Levy
Robert Levy (* 4. April 1943 in Freeport, New York) ist ein US-amerikanischer Trompeter, Dirigent, Komponist und Musikpädagoge.
Levy studierte am Ithaca College (bis 1966), der University of North Texas (bis 1968) und an der University of Iowa (bis 1970). Von 1979 bis 2004 war er Professor für Trompete und Leiter der Universitätsbands an der Lawrence University in Appleton. 2004–05 wirkte er als Dirigent des Bläserensembles und des Contemporary Chamber Ensemble an der University of Wisconsin–Madison.
Als Interpret zeitgenössischer Musik wirkte Levy an mehr als 150 Uraufführungen als Solist, Kammermusiker und Dirigent mit. Er trat mit David Jolley, Martin Hackleman und Bill Scharnberg (Horn), Chris Gekker (Trompete), Michael Powell (Posaune), Dave Taylor und Thomas Everett (Bassposaune), Sam Pilafian und Harvey Phillips (Tuba) sowie Brian Bowman und Loren Marsteller (Euphonium) auf und tourte mit dem Marimbaspieler Gordon Stout als Wilder Duo. Seine Diskographie umfasst Aufnahmen als Solist, als Kammermusiker und als Dirigent sowie mehrere Jazzalben.
Levy komponierte kammermusikalische Werke, Werke für Bläserensemble und Jazzbands. In jüngerer Zeit entstanden u. a. Reflections für Klarinette und Trompete (Aufführung bei den internationalen Treffen der Trumpet Guild und der Clarinet Society 2010), And Stars Remain, Kaleidoscope und Tapestry für Band und das Orchesterwerk Hymn Song.